# Lis Luciddi
Elizabete Soares Luciddi (Salvador, 22 de março de 1982), mais conhecida como Lis Luciddi, é uma atriz brasileira, mais conhecida pelo seu papel como a personagem Telma, na novela A Infância de Romeu e Julieta.

## Biografia
Elizabete Soares Lucidi, mais conhecida como Lis Luciddi (Salvador, 22 de março de 1982) é uma atriz brasileira, sobrinha-neta da atriz Daisy Lúcidi. É graduada em Direito e iniciou a carreira de atriz no teatro com destaque para o espetáculo Drácula de Márcio Meirelles, no qual viveu a personagem Mina Harker, em 2012. Na TV, Lis começou participando da série "Ó paí, ó" e da novela Poder Paralelo. Sua primeira protagonista foi Luísa Aparecyda na série Insustentáveis. Em 2019 Lis ganhou seu primeiro prêmio de melhor atriz em Los Angeles no festival LATCA de cinema com o filme Baby Trap do diretor Carlos Faria. O segundo prêmio, também de melhor atriz, veio através do filme O Conto da Perda, da diretora Ângela Coradinni, no festival POE em SP. Há ainda mais 3 prêmios de melhor atriz em outros festivais internacionais. Lis atuou ainda nos longas Loop, O Homem Cordial, Qualquer Gato Vira-lata 2, O Anel de Eva, Rodavlas Ed Lavanrac, Jewel Thieves (Aurora-Colorado-EUA), além de outras séries, dentre elas Ameaça Invisível, do diretor Ajax Camacho, com lançamento na TV Record em 2024. Desde 2023 vive a personagem Telma na novela A Infância de Romeu e Julieta, co-produção SBT e Prime Video.

## Filmografia

### Televisão
| Ano     | Título                        | Personagem                |
| ------- | ----------------------------- | ------------------------- |
| 2009    | Selva Corporativa             | 1 personagem por episódio |
| 2010    | Poder Paralelo                | Mãe da Anelice            |
| 2012    | Ó Paí, Ó                      | Ivete                     |
| 2019    | Insustentáveis                | Luíza                     |
| 2023–24 | A Infância de Romeu e Julieta | Telma Gaspar              |
| 2024    | A Caverna Encantada           | Telma Gaspar              |
| 2024    | The Love School               | Isa                       |

### Cinema
| Ano  | Título                    | Personagem                      |
| ---- | ------------------------- | ------------------------------- |
| 2010 | Os Enamorados             | Liseta                          |
| 2015 | Apartamento 1201          | Laura                           |
| 2015 | Qualquer Gato Vira-Lata 2 | Helena                          |
| 2018 | Baby Trap                 | Joana                           |
| 2019 | Loop                      | Mãe de Daniel Moretto           |
| 2019 | O Homem Cordial           | Apresentadora de programa de TV |
| 2023 | O Anel de Eva             | Isabella                        |

## Teatro
| Ano  | Título  | Personagem  |
| ---- | ------- | ----------- |
| 2012 | Drácula | Mina Harker |